# Oritoniscus fouresi
Oritoniscus fouresi är en kräftdjursart som beskrevs av Albert Vandel1947. Oritoniscus fouresi ingår i släktet Oritoniscus och familjen Trichoniscidae. Inga underarter finns listade i Catalogue of Life.